# لورانس جوزيف أونيل
لورانس جوزيف أونيل (بالإنجليزية: Lawrence Joseph O'Neill) هو محامي وقاضي أمريكي، ولد في 5 سبتمبر 1952 في أوكلاند في الولايات المتحدة.